# Ferrari 612 Scaglietti
Ferrari 612 Scaglietti – samochód sportowy klasy wyższej produkowany przez włoską markę Ferrari w latach 2004–2011.

## Historia i opis modelu

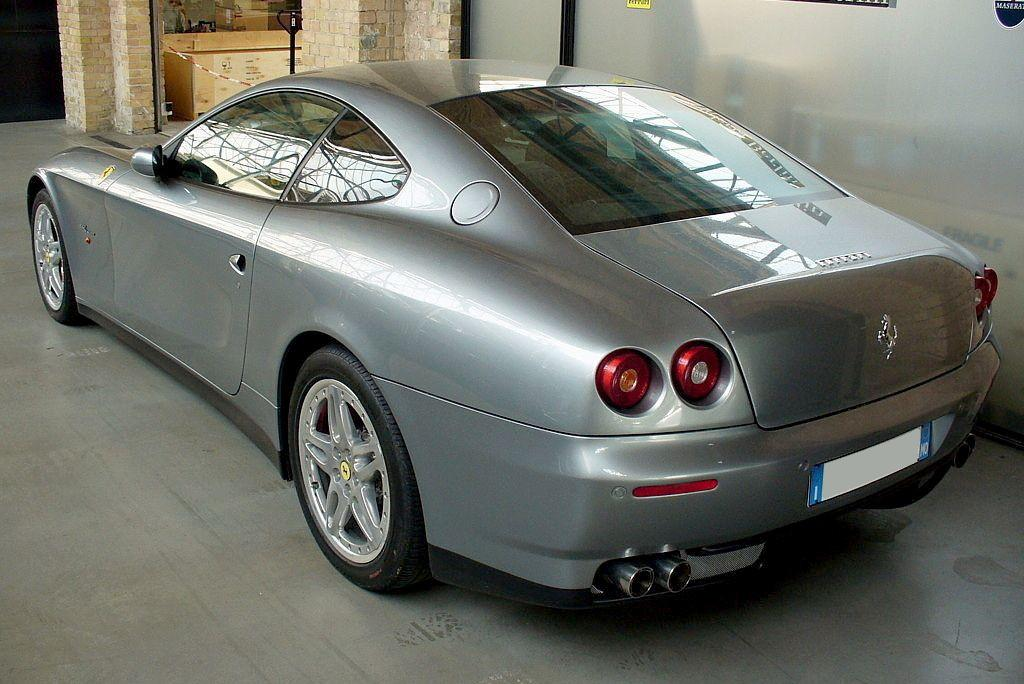
Ferrari 612 Scaglietti – tył

Samochód został zaprezentowany w 2004 roku zawdzięczający swoją nazwę jednemu z najsłynniejszych projektantów w historii Ferrari – Sergio Scagliettiemu. Jest kolejną berlinettą (2+2) i wprowadziło nowy styl projektowania aut, który został wykorzystany przy szkicowaniu F430 i 599 GTB Fiorano.

### Dane techniczne
Ogólne:
- Projekt: Pininfarina
- Zużycie paliwa: 21 l/100km

Wymiary:
- Rozstaw kół przednich: 1688 mm[1]
- Rozstaw kół tylnych: 1641 mm[1]

Opony:
- Przód: 8,5J x ZR 18[1]
- Tył: 9J x ZR 19[1]

Osiągi:
- Prędkość maksymalna: 320 km/h[1]
- Przyspieszenie 0–100 km/h: 4,3 s[1]
- Moc maksymalna: 540 KM przy 7250 obr./min[1]
- Maksymalny moment obrotowy: 588 Nm przy 5250 obr./min[1]

Napęd:
- Typ silnika: V12
- Pojemność: 5748 cm³ (5,75 l)[1]
- Średnica cylindra x skok tłoka: 89x77 mm[1]
- Rozrząd: DOHC, 4 zawory na cylinder[1]
- Wtrysk paliwa: bezpośredni Bosch Motronic
- Stopień sprężania: 11,2:1[1]
- Napęd: tylna oś